# BBC Возвышение человечества
«Возвышение человечества» — 13-серийный британский документальный телевизионный фильм, выпущенный BBC и Time-Life Films, впервые транслировавшийся в 1973 году; он был написан и представлен британским математиком и историком науки Джейкобом Броновски. Задуманный, как серия документальных фильмов в духе «личного взгляда» документального сериала «Цивилизация» Кеннета Кларка 1969 года, сериал получил признание за высокоинформированный, но красноречиво простой анализ Броновского, его длинные, элегантные монологи и обширные съёмки местоположения.

## Краткое содержание
Название ссылается на вторую книгу Дарвина об эволюции «Происхождение человека и половой отбор» (1871). В течение 13 эпизодов сериала Броновский путешествовал по всему миру, чтобы проследить развитие человеческого общества через его понимание науки. Сериал был заказан специально для дополнения «Цивилизации» Кеннета Кларка (1969), в которой Кларк утверждал, что искусство отражает и информируется основными движущими силами культурной эволюции. Броновский писал в своей книге 1951 года «Здравый смысл науки»: «Одним из самых разрушительных современных предрассудков было то, что искусство и наука — это разные и как-то несовместимые интересы». Оба сериала были заказаны Дэвидом Аттенборо, бывшим контроллером BBC Two, чей коллега Обри Сингер был удивлён тем, что Аттенборо отдает приоритет серии искусств, учитывая его научное образование.
Книга серии «Восхождение человека: личный взгляд» — это почти дословная расшифровка телевизионных эпизодов, расходящаяся с оригинальным повествованием Броновского только там, где отсутствие изображений может сделать его смысл неясным. Несколько деталей киноверсии были опущены в книге, особенно эпизод 11 «Знание или уверенность».

## Процесс съёмок
Сериал из 21 (13 из которых вышли в прокат) части был снят на 16-миллиметровую пленку. Исполнительным продюсером стал Адриан Мэлоун, режиссёрами — Дик Джиллинг, Мик Джексон, Дэвид Джон Кеннард и Дэвид Патерсон. Текст читали актёры Рой Дотрис и Джосс Экленд. Музыку к сериалу писали Дадли Симпсон, Брайан Ходжсон и Радиофоническая студия Би-би-си. «Возвышение человечества» включает в себя, среди прочего, музыку Pink Floyd и The Moody Blues. Помимо Броновского, единственными другими указанными в титрах людьми являются скульптор Генри Мур и выживший в польском Освенциме Стефан Борграевич.

## Прокат и релизы
Сериал был полностью переведён на цифровой формат и выпущен на DVD в 2007 году студией Ambrose Video Publishing, Inc.

## Эпизоды
1. Ниже ангелов — Эволюция человека от первых обезьян до современного вида 400 000 лет назад.
2. Урожай сезонов — Ранняя миграция людей, развитие сельского хозяйства, образование первых поселений и война.
3. Зерно в камне — Применение орудия труда, развитие архитектуры и скульптуры.
4. Скрытая структура — Эпоха огня, металлов и алхимии.
5. Музыка сфер — Язык чисел и математики.
6. Звездный вестник — Вселенная Галилея и последствия его испытания на переходе к «Северной» науке.
7. Величественный часовой механизм — исследует законы Ньютона и Эйнштейна.
8. Стремление к власти — промышленная революция и влияние на повседневную жизнь.
9. Лестница творения — идеи Дарвина и Уоллеса о происхождении видов.
10. Мир внутри мира — история периодической таблицы элементов и атома.
11. Знание или уверенность — Физика и гонка за абсолютом против несовершенного знания, а также опасения учёных, осознающих страшный исход конфликта. Освенцим. Хиросима и Нагасаки.
12. Поколение за поколением — радости жизни, секс и генетика, а также тёмная сторона клонирования.
13. Долгое детство — трактат Броновского об обязательствах человечества.

## Наследие
- Малоун и Кеннард позже эмигрировали в Голливуд, где они сняли Космос Карла Сагана (1980). Джексон последовал за ними и теперь снимает полнометражные фильмы.
- «Возвышение человечества» заняло 65-е место в списке 100 крупнейших мировых телевизионных программ, за которые проголосовали представители индустрии, составленном британским институтом кино в 2000 году[2].
- Чарли Брукер высоко оценил Броновского и «Возвышение человечества» в своей программе «Charlie Brooker’s Screenwipe» на BBC Four[3].